# Sideritis fontiqueriana
Sideritis fontiqueriana là một loài thực vật có hoa trong họ Hoa môi. Loài này được Peris, Romo & Stübing miêu tả khoa học đầu tiên năm 1995.